# Холидеј Бич (Тексас)
Холидеј Бич (енгл. Holiday Beach) насељено је место без административног статуса у америчкој савезној држави Тексас.

## Демографија
По попису из 2010. године број становника је 514.
| Група             | 2000.    | 2010.       |
| Белци             | 0 (0,0%) | 433 (84,2%) |
| Афроамериканци    | 0 (0,0%) | 0 (0,0%)    |
| Азијати           | 0 (0,0%) | 2 (0,4%)    |
| Хиспаноамериканци | 0 (0,0%) | 77 (15,0%)  |
| Укупно            | 0        | 514         |